# Jüdischer Friedhof (Sondershausen)

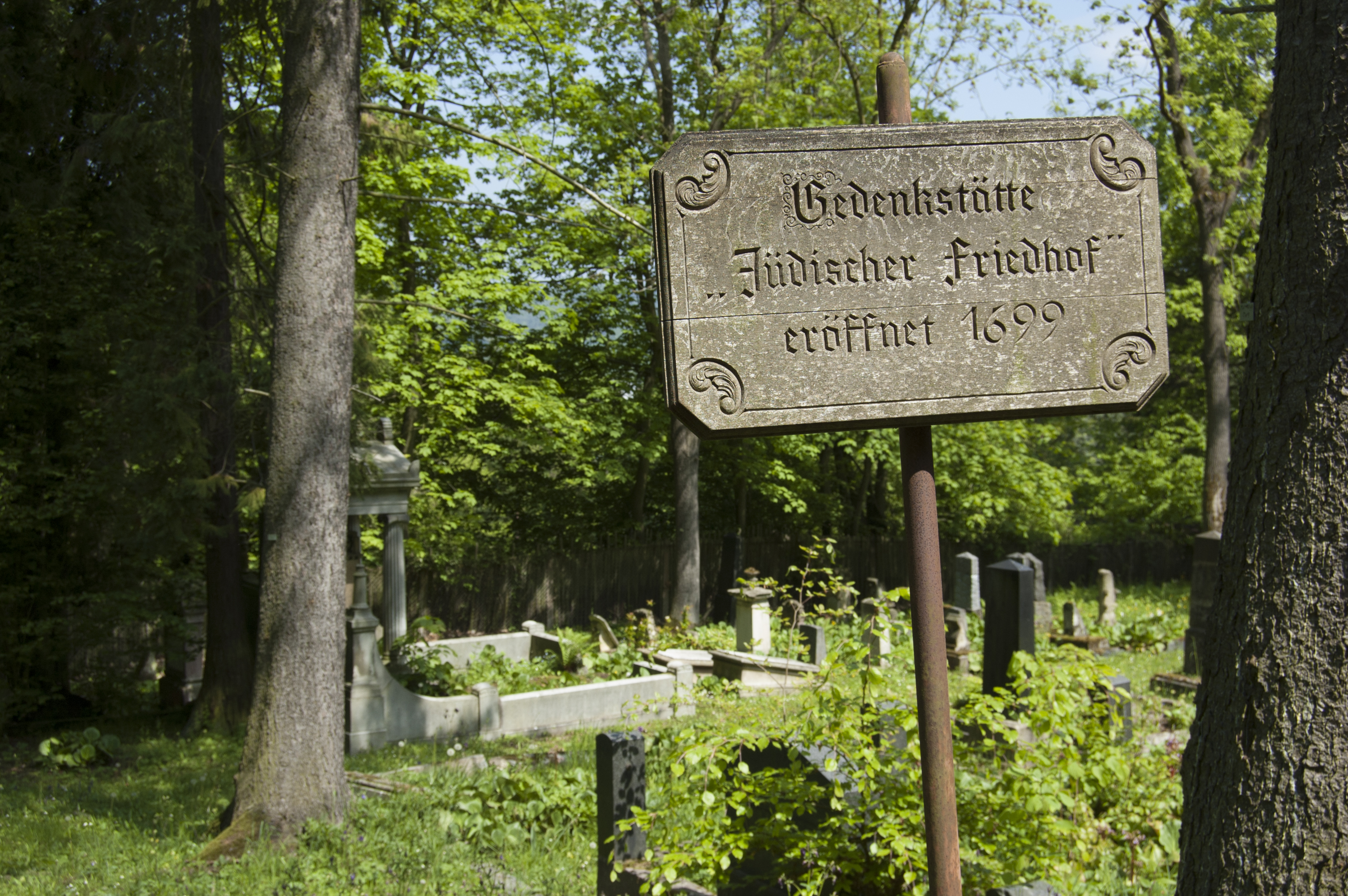
Tafel am Eingang

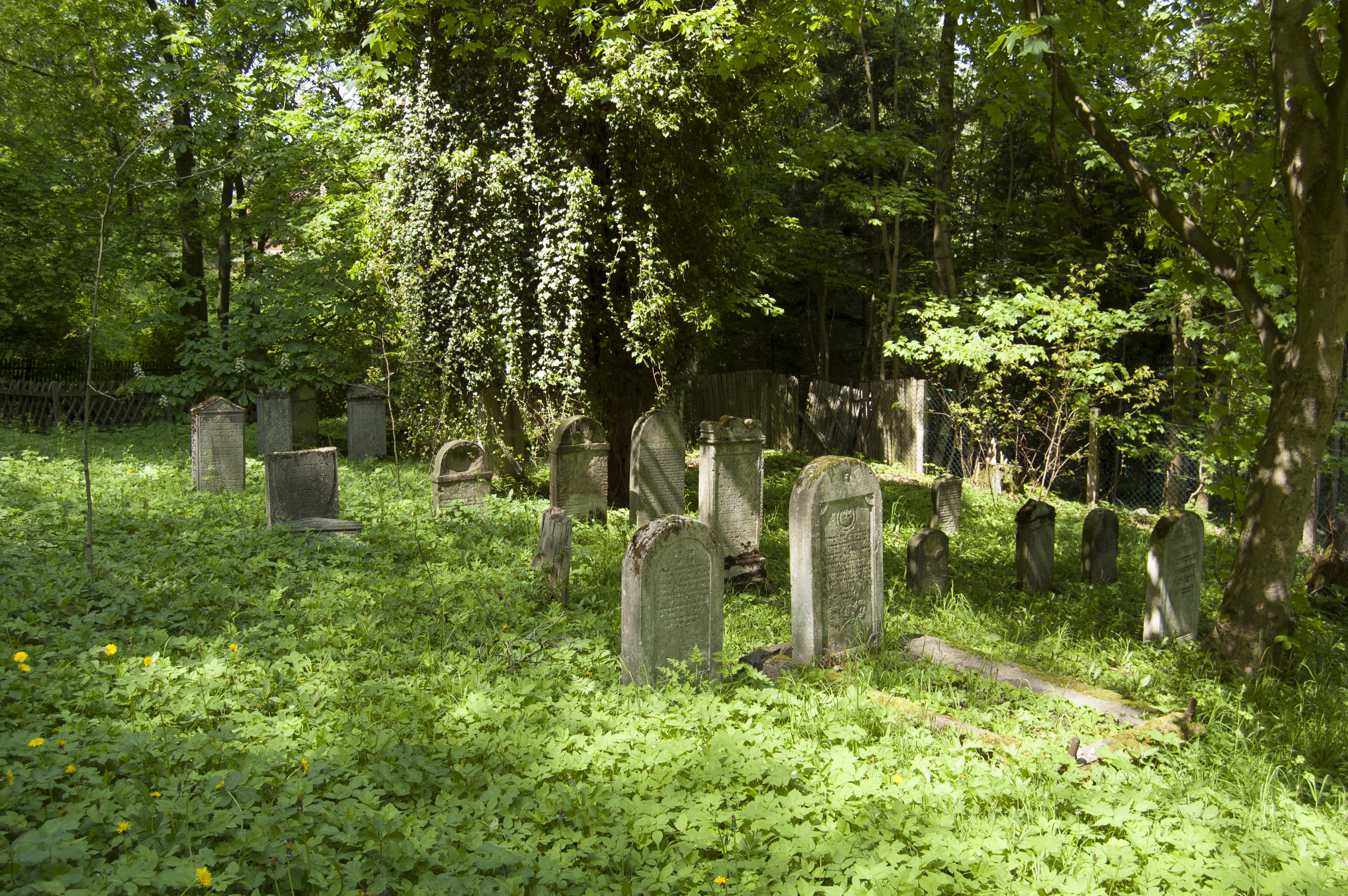
Teilansicht

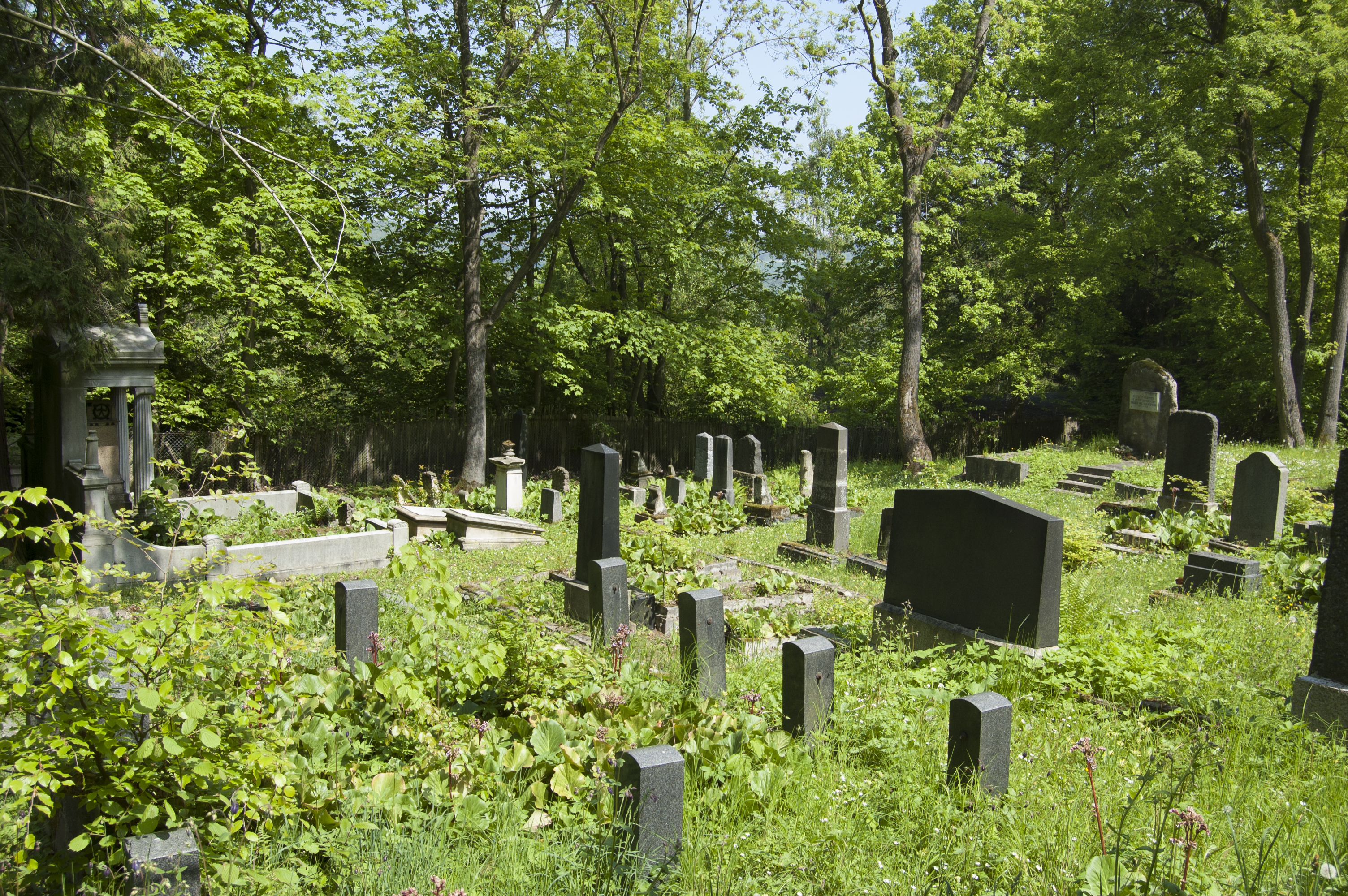
Grabsteine

Der Jüdische Friedhof Sondershausen ist ein jüdischer Friedhof in der thüringischen Kreisstadt Sondershausen im Kyffhäuserkreis.

## Beschreibung
Der Friedhof liegt südlich außerhalb der Stadt am Spatenberg. Auf einer Fläche von etwa 3.000 m² befinden sich etwa 180 Grabstätten. Die ältesten Grabsteine stammen aus dem frühen 18. Jahrhundert. Sie befinden sich auf der Fläche links vom Eingangstor in etwa 25 Grabreihen. Sieben Reihen neuerer Grabsteine aus den Jahren 1885 bis 1939 stehen auf der Fläche rechts vom Tor.

## Geschichte
Im Jahr 1699 wurde eine Fläche für eine jüdische Begräbnisstätte südlich der Stadt erworben. Im Jahr 1939 fand die letzte Beisetzung (für Selma Baruch) statt.
Der im Jahr 1988 aufgestellte Gedenkstein trägt die Inschrift: „In stillem Gedenken an unsere ermordeten Brüder und Schwestern 1933–1945“.
In den Jahren 1990, 1997 und 2003 wurde der Friedhof geschändet.

## Bestattete Persönlichkeiten
- Philipp Heidenheim (1814–1906), Rabbiner